# Les Métallurgicales
Les Métallurgicales est le nom d'un festival de musique metal qui s'est déroulé à Denain, dans le Nord de la France, de 2009 à 2014. 
Créé en 2009 par Patrick Roy, il fut organisé par la ville de Denain puis par l'association Nord Forge, dans le complexe sportif Jean Degros (en 2009, 2010, 2011, 2012 et 2014) et au Théâtre de Verdure de Denain en 2013.
Les styles musicaux qui y furent programmés étaient le hard rock et le metal sous plusieurs de ses déclinaisons (heavy, thrash, progressif, symphonique...). Les tarifs pratiqués par ce festival étaient modestes, conformément au souhait de son créateur de faciliter l'accès à ce festival aux classes populaires, tentant « de réunir dans une même manifestation la culture ouvrière de sa région et sa flamme pour le hard rock ».
Parmi les groupes reçus, on peut noter la présence de groupes tels qu'Anthrax, Meshuggah, Paradise Lost, Soulfly, Destruction, The Haunted, Black Bomb A, Trust, Loudblast, mais aussi de nombreux autres artistes internationaux, nationaux ou locaux.

## Programmation
La première édition eut lieu le samedi 20 juin 2009, elle devait servir à l'origine à animer et à remplacer la fête de la musique communale. Elle accueillit plus de 1300 personnes. Les groupes programmés furent Trust, Adagio, Eths et Blowdown.
La seconde édition eut lieu le samedi 6 juin 2010, Patrick Roy ne souhaitant finalement pas programmer Les Métallurgicales aux mêmes dates que le Hellfest. Les groupes programmés furent Soulfly, Paradise Lost, Mass Hysteria, Angher, Aone, et Sons of Salem. Lors de cette édition, le député-maire Patrick Roy monta sur scène aux côtés de Mass Hysteria pour interpréter avec eux, au chant et à la guitare, le titre Furia.
La troisième édition eut lieu le samedi 11 juin 2011 et servit d'hommage à Patrick Roy dont le décès tragique était survenu quelques jours auparavant. Les groupes programmés furent Stratovarius, Therion, Devin Townsend, Dagoba, Aqme, Manigance, Hacride et Sueurs Froides.
La quatrième édition eut lieu le samedi 9 juin 2012 et accueillit plus de 1200 festivaliers. Les groupes programmés furent Anthrax, Meshuggah, Sarah Djezabel Divah, Loudblast (en remplacement de Mass Hysteria dont le batteur était blessé), Prime Sinister, Revoker, Collapse, Noise Emission Control et S.O.H..
La cinquième édition eut lieu le samedi 8 juin 2013. Ce fut un Warm-Up (édition de soutien faisant la part belle aux groupes émergents) lors duquel furent programmés Black Bomb A, Born From Pain, Atlantis Chronicles, T.A.N.K., Noein, Arcania, Morpain, Slaughter et Beyond The Hatred.
La sixième et dernière édition eut lieu le samedi 7 juin 2014. Les groupes programmés furent Destruction, The Haunted, Crucified Barbara, Blackrain, Supuration (S.U.P.), et T.A.N.K.
Le festival prit fin en 2015, lorsque la municipalité dut « faire face à la baisse des dotations de l’État (...) et men(a) une réflexion sur le budget culturel » et que son maire - successeur de Patrick Roy - déclara à la presse « Très clairement, aujourd’hui, il n’y a plus de Métallurgicales ».